# A Walk to Remember (novela)
«A Walk to Remember» («Un paseo para recordar») es uno de los grandes éxitos del conocido escritor Nicholas Sparks. Esta novela se publicó en octubre del 1999, y recibió una gran acogida por parte de sus fans, pues unos años después se hizo la adaptación cinematográfica protagonizada por Mandy Moore y Shane West.

## Sobre el autor

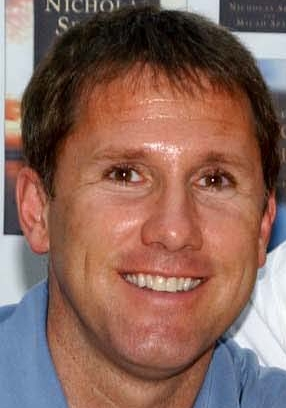
Nicholas Spoarks

Nicholas Sparks es un conocido escritor católico estadounidense, además de guionista y productor. Nació el 31 de diciembre del 1965 en Nebraska (Estados Unidos), ha día de hoy tiene 20 novelas publicadas y 11 de ellas llevadas a la gran pantalla. Es conocido por grandes éxitos "almibarados", como El diario de Noah, Mensaje en una botella, Lo mejor de mí, La última canción, Querido John.
Sus adaptaciones cinematográficas han sido protagonizadas por grandes actrices y actores como Miley Cyrus en La última canción, Channing Tatum en Querido John o Ryan Gosling en The Notebook.
Actualmente, vive en New Bern (Carolina del Norte), con su mujer y sus hijos. 

## Argumento
Han pasado cuarenta años desde la última vez que Landon Carter pisó el pequeño pueblo de Beaufort donde pasó su infancia y adolescencia. Cada vez que vuelve no puede evitar revivir el último curso de instituto que le cambió por completo la vida. En el año 1958, Landon Carter y Jamie Sullivan eran dos adolescentes completamente diferentes a pesar de haberse criado juntos en el mismo pueblo. Mientras Landon era un joven rebelde que pasaba la horas callejeando con su pandilla de amigos, Jamie era una chica bondadosa y risueña que acudía a misa y cuidaba a su padre viudo, el pastor baptista del pueblo. Ninguno de los dos se imaginaba que sus vidas estaban a punto de encontrarse y verse envueltos en una situación que recordarán siempre y les hará replantearse varios aspectos de su vida. 

## Recepción
La novela fue publicada en octubre de 1999 en formato de tapa dura, y posteriormente en edición de bolsillo. Pasó casi seis meses en la lista de los más vendidos en tapa dura y cuatro meses más en rústica.
La novela recibió críticas mixtas de los críticos. El Sunday New York Post sostiene que "nunca deja de ser interesante, conmovedor, a veces fascinante ... un libro que no será olvidado pronto". African Sun Times hace eco del primer comentario, calificándolo como "una notable historia de amor que, como sus predecesores, tocará los corazones de los lectores en todas partes". El New York Daily News felicita a Sparks, comentando que "ha escrito una dulce historia de amor joven pero eterno, y aunque nos ha dicho que esperemos alegría y tristeza, las lágrimas seguirán saliendo".